# Mikołaj (Pirski)
Mikołaj, nazwisko świeckie Nikolaj Wasiljewicz Pirski (ur. 26 marca?/7 kwietnia 1857, zm. 9 czerwca 1935) – biskup Rosyjskiego Kościoła Prawosławnego.
Ukończył seminarium duchowne w Połtawie, po czym został wyświęcony na kapłana. W latach 1898–1899 łączył pracę duszpasterską z pełnieniem nadzoru nad szkołami parafialnymi w ujeździe priłuckim. Nieznana jest data podniesienia go do godności protoprezbitera, ani złożenia przezeń ślubów mniszych. Zasiadał w Dumie Państwowej II kadencji.
3 stycznia 1923 przyjął chirotonię na biskupa kobelackiego, wikariusza eparchii połtawskiej. Od 1927, pozostając jej wikariuszem, nosił tytuł biskupa romeńskiego. W 1931 został skierowany do eparchii wołyńskiej jako locum tenens, z tytułem biskupa nowogrodzko-wołyńskiego. Od 1932 do śmierci pełni urząd arcybiskupa połtawskiego.